# 一個馬來西亞發展有限公司
一个马来西亚发展有限公司（缩写），简称一马公司或一馬發展有限公司，是一个战略性的开发公司，由马来西亚财政部全资拥有。1MDB建立了全球伙伴关系和促进外商直接投資，为国家的战略举措。1MDB目前涉及几个高知名度的项目，如敦拉萨国际贸易中心以及其姊妹项目「馬來西亞城」（Bandar Malaysia）、與三座獨立發電廠。
一个马来西亚发展有限公司的前身机构是登嘉楼投资局（Terengganu Investment Authority）。

## 一马案
1MDB在2013-2015年被爆出负债421亿令吉，引发了贪污丑闻和争议。美国《华尔街日报》更声称有大约7.6亿美元（或约26亿令吉）从此公司流入马来西亚时任首相纳吉·阿都拉萨的私人户头——廿六亿门事件或一个马来西亚发展有限公司丑闻，导致令吉大跌。之后官方澄清，那笔26亿令吉的款项其实只是政治捐献，捐献者是一名来自中东的人士，是沙特阿拉伯王室人物。但是对于捐献的目的，没有统一的说法。美国司法部的调查显示，那笔钱其实是来自Tanore金融机构，而非来自沙特王室。。

## 關係人物

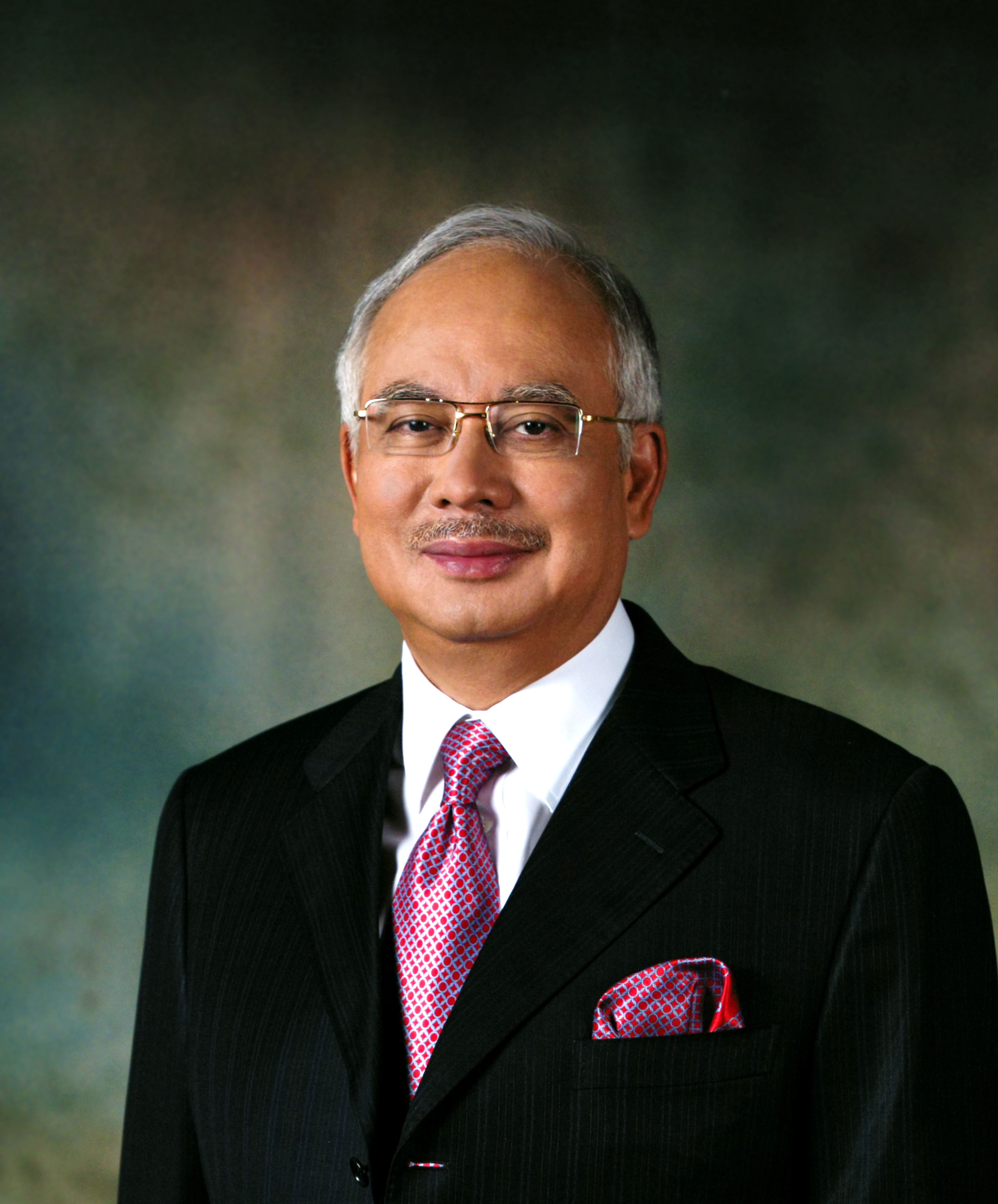
納吉·阿都拉薩

### 纳吉·阿都拉萨
纳吉·阿都拉萨為马来西亚第六任首相（2009年至2018年）。
2020年7月28日，吉隆坡高等法庭宣判，纳吉涉及一马弊案SRC洗钱案的7项指控全部成立，判处监禁12年和罚款2亿1000万令吉，若无法缴付罚款则加监5年。
2020年9月14日，纳吉登上马来西亚反贪污委员会的贪污罪犯资料名单，成为大马史无前例首名列榜的前首相，及该贪污罪犯名单中的最高前公职人员。

### 劉特佐
劉特佐，曾担任香港晋玮金融有限公司首席执行官及晋玮慈善基金会有限公司董事。

## 外部連結
- 官方网站